# Heimaey
Die Insel Heimaey [ˈhɛi̯maɛi̯] gehört zu den Vestmannaeyjar (deutsch „Westmännerinseln“) südlich von Island. Auf ihr befindet sich die gleichnamige Stadt mit 4523 Einwohnern (Stand: 1. Januar 2023).
Heimaey lebt vorwiegend vom Fischfang und zählt zu den reichsten Städten Islands.

## Geografie
Heimaey ist mit 13,4 km² die größte und die einzig ständig bewohnte Insel der Inselgruppe Vestmannaeyjar.
Gleichzeitig ist sie die Insel, die die höchste in diesem Archipel bisher bekannte Zahl an Vulkanausbrüchen vorzuweisen hat und unter der sich vermutlich eine Magmakammer befindet.

## Geschichte

### Vulkanausbruch 1973
Ende Januar 1973 brach ein neuer Vulkan, der Eldfell, in direkter Nähe der Stadt aus. Zum Glück befand sich wegen eines Sturmes am Vortag die gesamte Fischereiflotte der Insel im Hafen, so dass die Insel schnell evakuiert werden konnte und niemand zu Schaden kam. Im Laufe der nächsten Monate kämpften die zurückgebliebenen Helfer um die Stadt auf Heimaey.
Etwa 100 Gebäude wurden von austretender Lava überwalzt. Große Teile des Ortes wurden teilweise bis zu 8 m unter schwarzer Asche verschüttet. Die meisten Gebäude wurden in den Monaten danach wieder mithilfe vieler Bewohner und Freiwilliger ausgegraben. Ein Teil des Lavastromes floss in Richtung der Hafeneinfahrt und drohte diese zu blockieren, was ein großes Problem für den auf Fischfang basierenden Lebensunterhalt der Menschen geworden wäre. Es wurden Wasserkanonen aufgebaut und der Lavastrom mit Meerwasser gekühlt, um ihn zum Stoppen zu bringen. Tatsächlich stoppte der Lavastrom, sodass die Hafeneinfahrt jetzt zwar enger geworden, der Hafen gleichzeitig aber vor der Meeresbrandung besser geschützt ist.
Durch die ins Meer fließende Lava vergrößerte sich die Inselfläche um ca. 2 km².
Der amerikanische Autor Joseph Hayes war damals als Interviewer und Beobachter während der kritischen Tage nach dem Vulkanausbruch und dem Kampf gegen dessen Folgen in Vestmannaeyjar. Er verarbeitete seine Informationen über die wechselvolle Geschichte der Insel in seinem 1979 erschienenen Buch „Island on Fire“, das im selben Jahr auch in Deutschland mit dem Titel „Insel auf dem Vulkan“ erschien. Die Mittel, die in diesem Kampf eingesetzt wurden, sind in diesem Buch wahrheitsgetreu beschrieben; die Personen in dem Roman sind allerdings frei erfunden, wie der Autor im Vorwort schreibt.
Die isländische Autorin Yrsa Sigurðardóttir verfasste den 2007 erschienenen Roman Aska (deutsch: „Das glühende Grab“, 2008), in welchem der Vulkanausbruch eine größere Rolle spielt.

## Kultur und Sehenswürdigkeiten

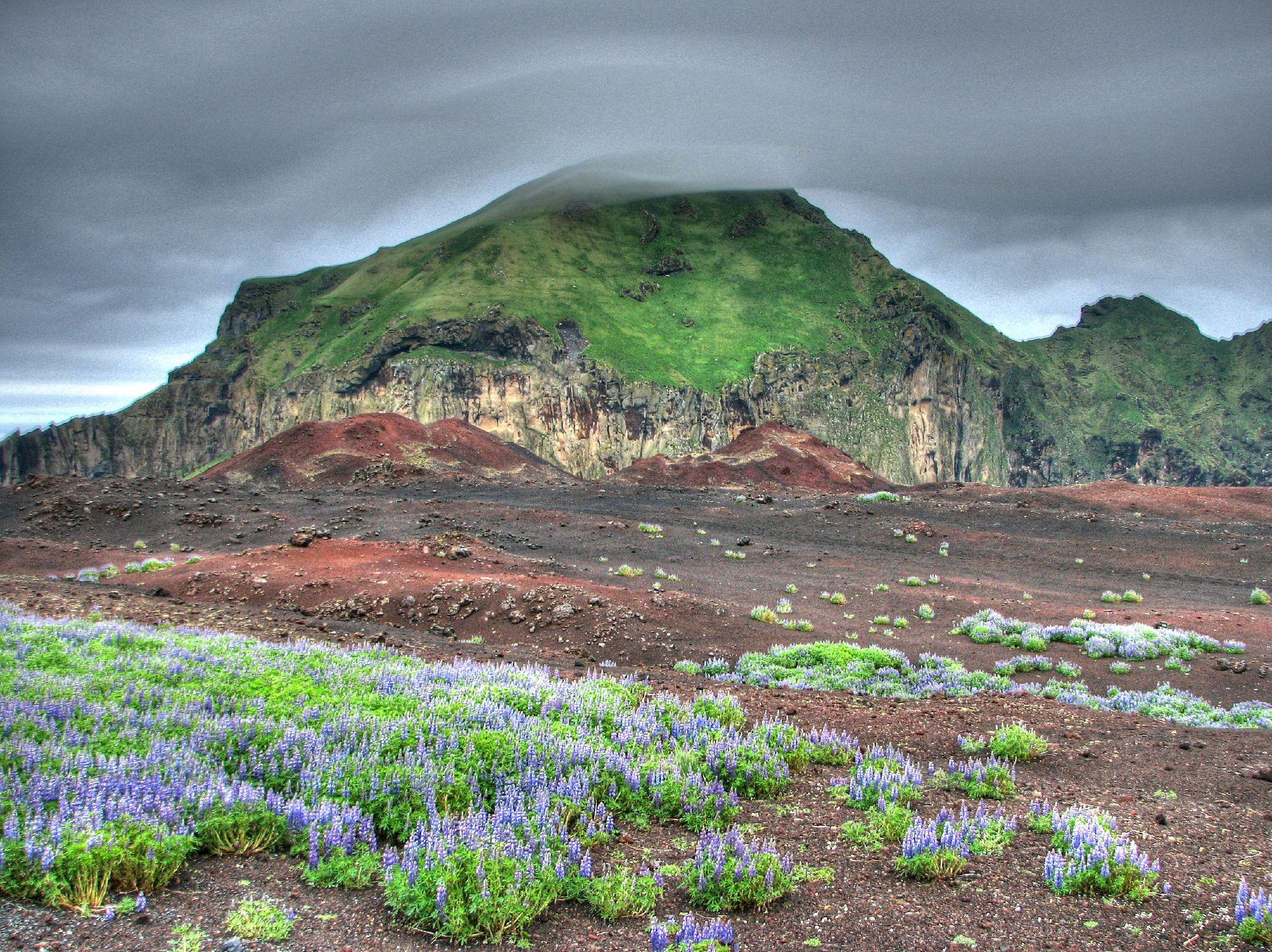
Helmaklettur

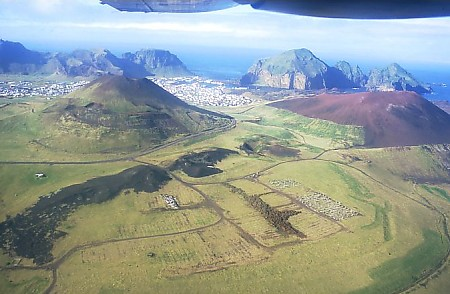
Helgafell, Eldfell und die Vulkanspalte

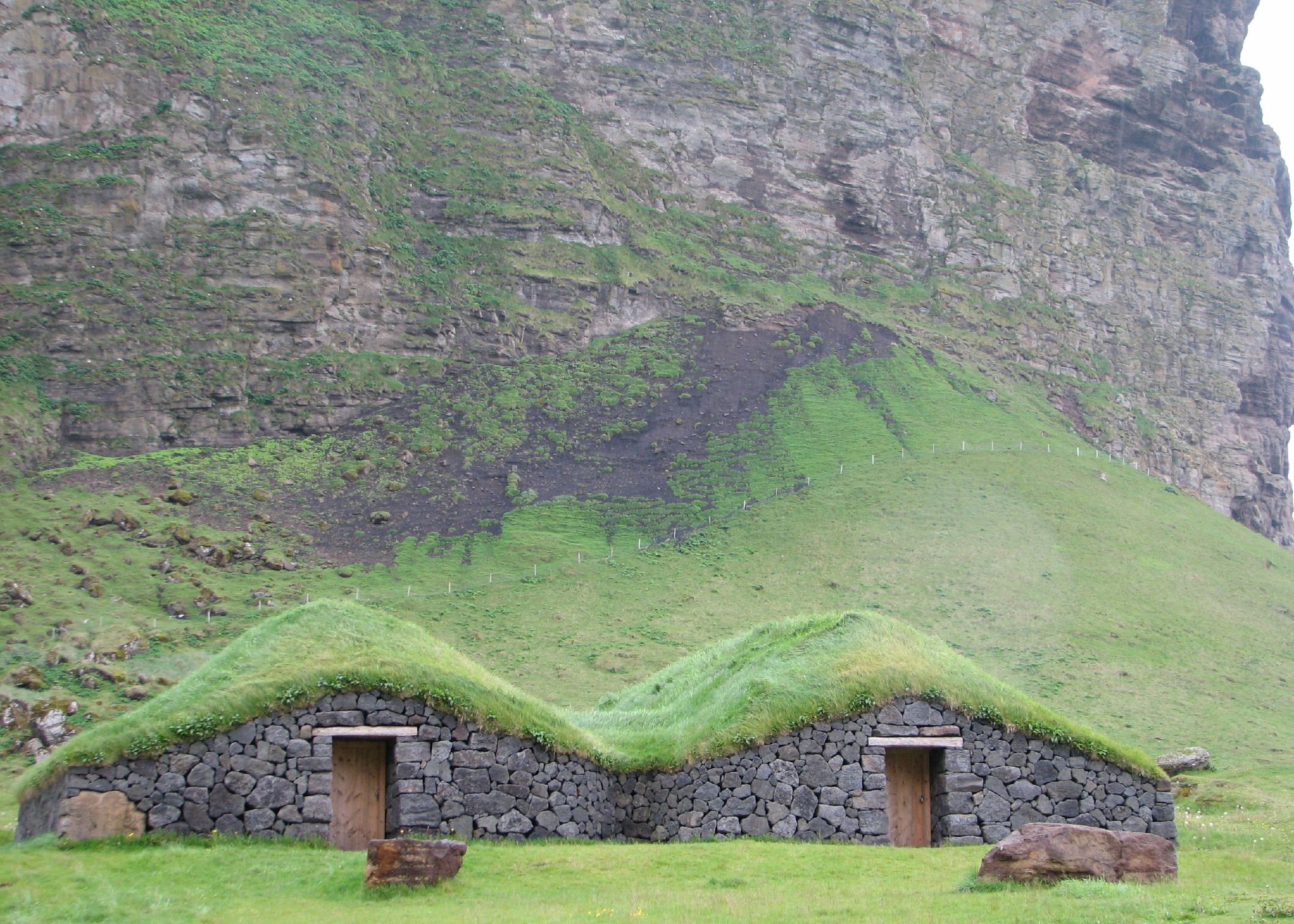
Häuser mit Grasdach auf Heimaey

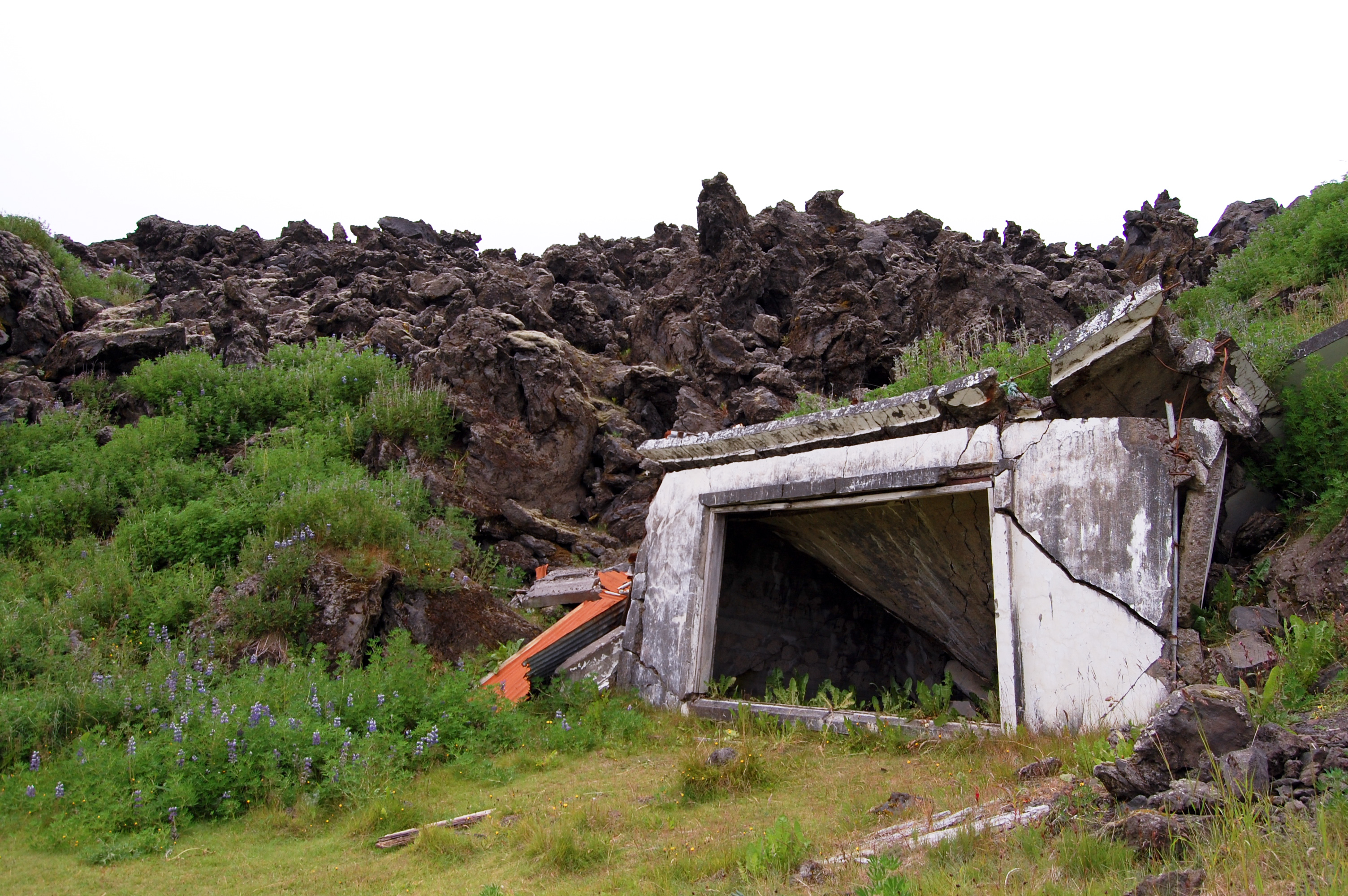
Verschüttetes Haus als Denkmal

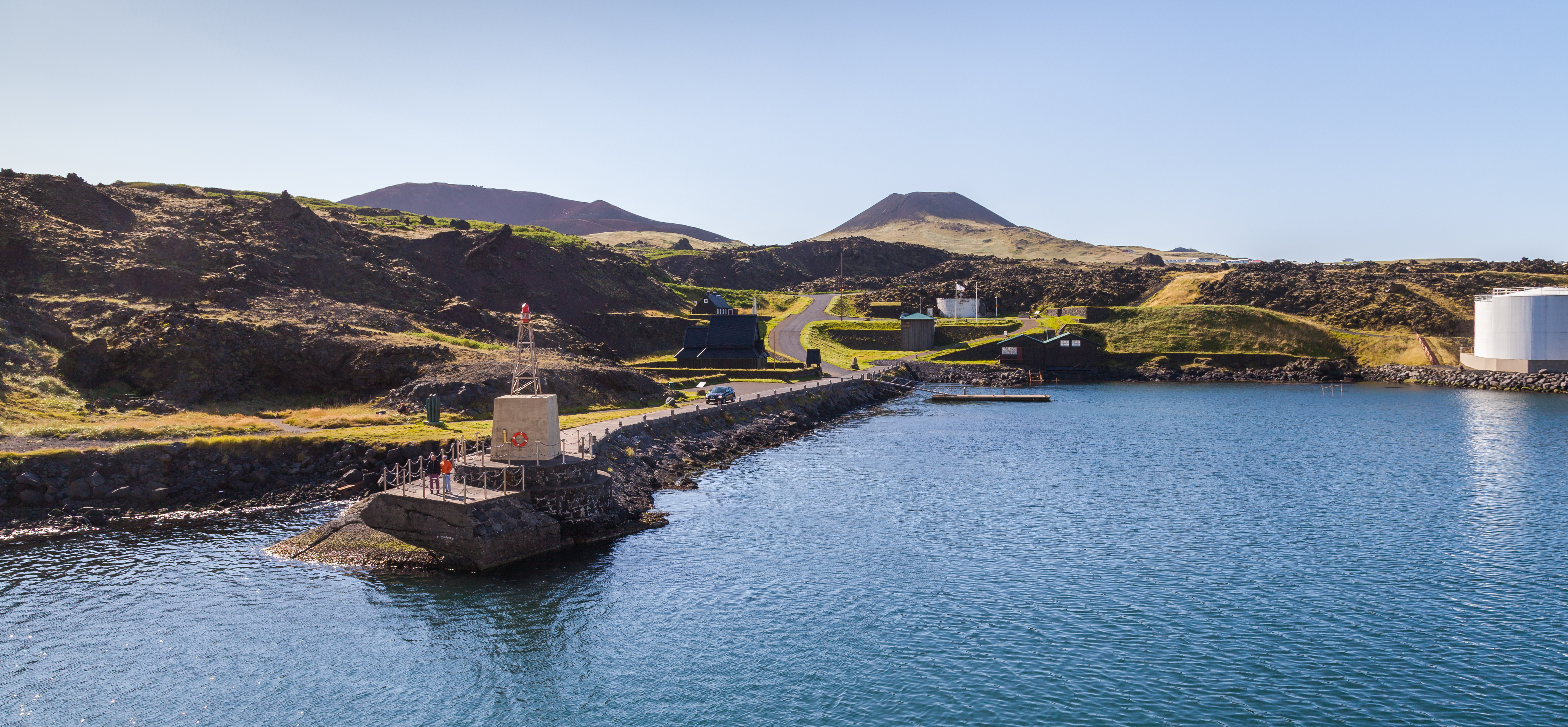
Blick zur Festung Skansin

### Volksfest im Herjólfsdalur
Am ersten Augustwochenende, dem sogenannten Verslunarmannahelgi, wird im Herjólfsdalur, einem halbmondförmigen, zur Meerseite offenen ehemaligen Vulkankrater, ein dreitägiges Fest gefeiert, zu dem auch viele – vor allem jugendliche – Gäste vom „Festland“ kommen. Das Volksfest hat eine lange Tradition; es besteht seit 1874 und wurde nur in den ersten Jahren des Ersten Weltkriegs (1914 und 1915) ausgesetzt.

### Interessante Gebäude auf Heimaey
Die kleine Festungsanlage Skansinn in Hafennähe geht auf Anweisungen des dänischen Königs von 1515 zurück, der mit Hilfe der Anlage seinen Handelsbereich vor den Engländern schützen wollte. Innerhalb dieses befestigten Bereichs befindet sich die Stabkirche Heimaey, ein Geschenk Norwegens an Island aus dem Jahr 2000.
Die Landakirkja wurde ursprünglich 1573 errichtet. Bei dem Türkenüberfall 1627 wurde sie niedergebrannt. Die jetzige Kirche wurde ab 1774 aus Stein gebaut und inzwischen mehrmals renoviert. Sie ist nach der Viðeyjarkirkja und der Hóladómkirkja die drittälteste Kirche in Island, die aus Stein gebaut wurde.
Pompei norðursins oder Eldheimar ist ein Museum, das an den Ausbruch des Eldfell vom 23. Januar 1973 erinnert. Dazu wurden auch von Vulkanasche begrabene Häuser auf der Insel wieder ausgegraben.

### Wandermöglichkeiten
Auf den Inseln gibt es zahlreiche kleinere Berge; so kann man z. B. auf Heimaey die Vulkane Helgafell und Eldfell besteigen.

## Persönlichkeiten
- Sólveig Anspach (* 1960 in Heimaey; † 2015 im Département Drôme), isländisch-französische Filmregisseurin und Drehbuchautorin
- Guðlaugur „Laugi“ Friðþórsson (* 1961), ein isländischer Fischer, der 1984 Bekanntheit erlangte, als er den Untergang seines Fischerbootes überlebte und hierbei Bedingungen überstand, die allgemein als todbringend eingeschätzt werden.

## Verkehr
Die Vestmannaeyjar sind zum Flughafen Vestmannaeyjar auf dem Luftweg vom Inlandsflughafen in Reykjavík oder von Bakki südöstlich von Hvolsvöllur zu erreichen. Seit Sommer 2010 gibt es eine Fähre vom neuen Hafen Landeyjahöfn bei Hvolsvöllur. Die Fähre Herjólfur verkehrt normalerweise fünfmal täglich, sofern es die Wetterverhältnisse zulassen. Die Fahrt dauert ca. eine halbe Stunde.